# 대한민국 형법 제97조
대한민국 형법 제97조는 물건제공이적죄에 관한 형법 각칙의 조문이다.

## 조문
제97조 【물건제공이적】
군용에 공하지 아니하는 병기 · 탄약 또는 전투용에 공할 수 있는 물건을 적국에 제공한 자는 무기 또는 5년 이상의 징역에 처한다.

- 미수범은 처벌하며 (→형법 제100조), 예비·음모, 선동·선전 행위 또한 처벌한다. (→형법 제101조)